# Assis Lopes
Assis Lopes (ur. 19 grudnia 1934 w Rio de Janeiro) – brazylijski duchowny rzymskokatolicki, w latach 2003-2011 biskup pomocniczy Rio de Janeiro.

## Życiorys
Święcenia kapłańskie przyjął 3 lipca 1968 i został inkardynowany do archidiecezji São Sebastião do Rio de Janeiro. Pełnił funkcję duszpasterza parafialnego, pracował także jako rektor seminarium w Rio de Janeiro.
22 stycznia 2003 został prekonizowany biskupem pomocniczym Rio de Janeiro ze stolicą tytularną Zaraï. Sakrę biskupią otrzymał 19 marca 2003. 26 stycznia 2011 przeszedł na emeryturę.